# Chiesa di San Carlo Borromeo (Lavizzara)
La chiesa parrocchiale di San Carlo Borromeo è un edificio religioso che si trova a San Carlo, frazione di Peccia, in Canton Ticino.

## Storia
La costruzione venne eretta nel 1617 nel luogo ove si trovava una piccola cappella dedicata alla Madonna. Nel 1687 venne costruito il campanile, staccato rispetto al corpo principale della chiesa. Ristrutturata fra il 1975 ed il 1979. 

## Descrizione
La chiesa ha una pianta ad unica navata ricoperta da un soffitto in legno; il coro invece ha una copertura a crociera.